# 플레이 더 사이렌
플레이 더 사이렌(Play the Siren)은 2014년 싱글 Dream Drive로 데뷔한 대한민국의 힙합 그룹이다.

## 이전 구성원
- 스콸라 (박준우)
- 치치 (김채원)
- 캐스퍼 (엘렌 세린 리)[1]
- 사이렌 (이만성)
- 백범 (정백범)
- 씨제이 (말빈)

## 디스코그래피

### 싱글 음반
- Dream Drive
- Green Light
- I'll be there(2015)